# Seth Rollins
 (mars 2025).
Motif : Refnec partout
Pour les articles homonymes, voir López et Rollins.
Colby Daniel López (né le 28 mai 1986 à Buffalo (Iowa)) est un catcheur (lutteur professionnel) américain. Il travaille à la World Wrestling Entertainment, dans la division Raw, sous le nom de Seth Rollins, où il est l'actuel champion du monde poids-lourds.
D'abord connu pour son travail dans le circuit indépendant, Lopez lutte notamment à la Ring Of Honor (ROH) entre 2007 et 2010, où il se fait connaitre sous le nom de Tyler Black, et remportera son premier championnat mondial, le championnat du Monde de la ROH, et deux fois le championnat du Monde par équipes de la ROH avec Jimmy Jacobs.
Il rejoint la World Wrestling Entertainment en 2010 et fait ses débuts sous le nom de Seth Rollins à la Florida Championship Wrestling (FCW), le club-école de la WWE, où il remporte une fois tous les titres masculins de la fédération. Il est ensuite envoyé à la NXT, un autre club-école de la WWE, et deviendra le premier champion de la NXT de l'histoire. Rollins fait ses débuts dans le roster principal de la WWE aux Survivor Series 2012, en tant que membre d'un clan appelé The Shield composé également de Dean Ambrose et de Roman Reigns, avec lequel il deviendra WWE Tag Team Champion à Extreme Rules 2013.
Par la suite, il remportera la mallette Money in the Bank qu'il sera le premier à encaisser à WrestleMania, lors de la 31e édition, et deviendra à deux reprises WWE World Heavyweight Champion. Il remportera également le WWE United States Championship face à John Cena à SummerSlam 2015, faisant de lui le premier catcheur à détenir les deux ceintures simultanément. Lors du Raw du 19 février 2018, il participe à un Gauntlet Match dans lequel il bat Roman Reigns et John Cena en deux temps puis se fait éliminer par Elias. Il devient alors l'homme qui réalise la plus longue performance de l'histoire de Raw avec un total de 65 minutes passées sur le ring.
Le 19 Avril 2025 , il forme le clan La Vision
Lors de WrestleMania 34, il remporte le WWE Intercontinental Championship et devient le 29e WWE Triple Crown Champion et le 11e WWE Grand Slam Champion. Un an plus tard, à WrestleMania 35, il remporte le titre de champion Universel pour la première fois en battant Brock Lesnar, après avoir gagné le Royal Rumble Match le 27 janvier. Entre la Ring Of Honor et la World Wrestling Entertainment, il est sextuple champion du monde poids lourds et octuple champion du monde par équipes, avec un record de 6 titres par équipes de Raw.
L'icône du catch Sting, qui lutta face à lui à Night of Champions 2015, le décrit comme le meilleur catcheur qu'il ait affronté.

## Carrière

### Débuts (2005-2007)
Lopez débute dans le catch au sein de l'IWA Mid-South (IWA), une fédération de l'Indiana, en février 2005 sous le nom de Tyler Black et perd son premier match face à Marek Brave.
Il s'allie ensuite avec Marek Brave et ensemble ils remportent le championnat par équipes du Midwest de la NWA le 17 septembre. Moins d'un mois plus tard il remporte son premier titre individuel en devenant champion poids-légers de l'IWA à la suite de sa victoire face à Josh Abercrombie dans un Iron Man match de 30 minutes.
Le 21 janvier 2006, il perd son titre de champion poids-légers de l'IWA après sa défaite face à Josh Abercrombie. Le 25 mars il participe à un show de la All American Wrestling (AAW) où il remporte le championnat par équipes avec Marek Brave et le championnat poids-lourds. Le 5 mai Black et Brave perdent leur titre de champion par équipes du Midwest de la NWA. Huit jours plus tard les deux hommes perdent le championnat par équipes de l'AAW.
Après plusieurs passages dans différentes fédérations, une tentative ratée de remporter les titres par équipes face aux Briscoe Brothers et la blessure de Brave après ce match, leur alliance prend fin.

### Ring of Honor (2007-2010)

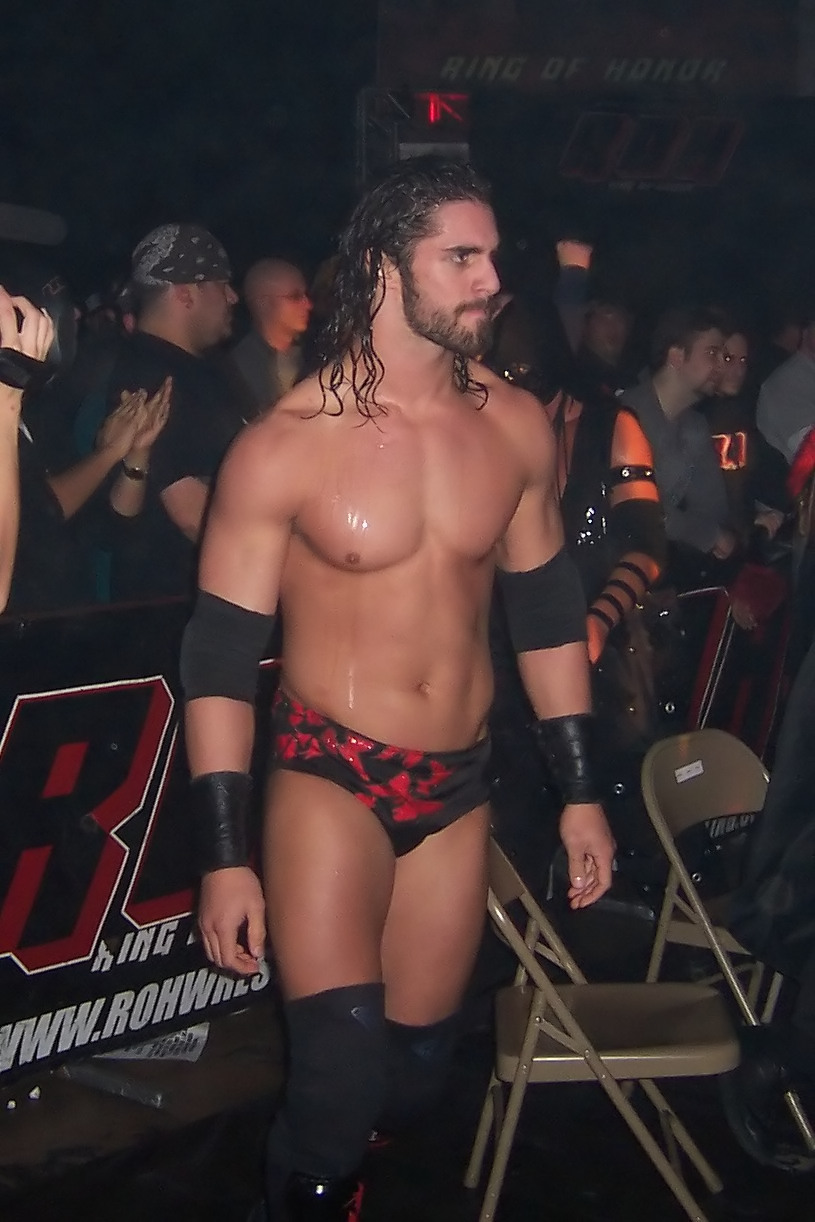
Tyler Black en 2008.

Il fait ses débuts à la Ring of Honor (ROH) où il participe à un match en équipes avec Jimmy Jacobs et Necro Butcher contre Jack Evans et The Irish Airborne le 15 septembre 2007.
Le 30 décembre lors de Final Battle, Black et Jacobs battent les Briscoe Brothers pour remporter le ROH World Tag Team Championship. Ils perdent le titre le 26 janvier 2008 face à Davey Richards et Rocky Romero. Le 16 mars, il perd face à Nigel McGuinness dans un match pour le ROH World Championship. Jacobs et lui remporteront à nouveau le titre par équipes le 6 juin en gagnant en finale d'un tournoi face à Kevin Steen et El Generico avant de le perdre face à eux le 19 septembre[réf. nécessaire].
Entretemps, ils apparaissent à la Pro Wrestling Guerrilla et battent El Generico et Roderick Strong pour devenir les PWG World Tag Team Champions le 6 juillet 2008 mais perdent les titres face aux Young Bucks le 31 août. Le 2 août à Death Before Dishonor VI, il perd un Four Corners Survival Match face à Nigel McGuinness incluant aussi Claudio Castagnoli et Bryan Danielson et ne remporte pas le titre mondial[réf. nécessaire].
Jimmy Jacobs le trahit en l'attaquant après son match face à Austin Aries à le 27 décembre à Final Battle pour la place de challenger au titre mondial. Il a quand même une nouvelle opportunité de le remporter le 17 janvier mais son match face à McGuinness se termine en Time Limit Draw. Tyler Black continue également d'apparaître à la FIP où il remporte le FIP World Heavyweight Championship le 20 décembre. Il est obligé d'abandonner son titre le 2 mai 2009 à cause d'une blessure.
Il entame une rivalité avec Austin Aries fin 2009 après avoir remporté la finale du Survival of the Fittest lui donnant le droit à un match pour le titre mondial. Lors de Final Battle, le match contre ce dernier se termine en Time Limit Draw.
Il obtient une nouvelle chance à 8th Anniversary Show et remporte le ROH World Championship face à Austin Aries le 13 février 2010. Il parvient ensuite à le conserver à The Big Bang!, à Supercard of Honor V, et à Death Before Dishonor VIII, avant de le perdre le 11 septembre à Glory by Honor IX au profit de Roderick Strong dans un match sans disqualification avec Terry Funk comme arbitre spécial.

### World Wrestling Entertainment (2010-…)

#### Florida Championship Wrestling et NXT (2010-2012)
En août 2010, Tyler Black signe un contrat avec la World Wrestling Entertainment. Il est envoyé à la Florida Championship Wrestling, le club-école de la fédération de la WWE, où il luttera sous le nom de Seth Rollins.
Il deviendra le premier Champion 15 de la FCW, en battant Hunico en finale d'un tournoi le 13 janvier 2011. Il remportera aussi les Championnats par équipes de la FCW le 25 mars 2011 avec Richie Steamboat contre Damien Sandow et Titus O'Neil. Ils perdront les titres quelques mois plus tard au profit de Calvin Raines et Big E Langston. Le 22 septembre 2011, il perd le FCW 15 Championship au profit de Damien Sandow par disqualification après une intervention de Dean Ambrose. Il remportera également une fois le Championnat Poids-Lourds de la FCW, le 23 février 2012, en battant Leo Kruger. Il perdra le titre le 16 juin face à Rick Victor. Il est ensuite envoyé à la NXT, le nouveau club-école de la fédération de la WWE, à la suite de la fermeture de la FCW[réf. nécessaire].
Seth Rollins fait ses débuts à NXT le 27 juin 2012 en battant Jiro. Seth Rollins participe ensuite au tournoi pour couronner le premier Champion NXT, où il bat Drew McIntyre et Michael McGuillicutty pour atteindre la finale du tournoi. Le 26 juillet, il bat Jinder Mahal en finale et devient le premier champion de la NXT. Le 6 décembre, il perd son titre contre Big E Langston dans un No Disqualification Match.

#### The Shield (2012-2014)

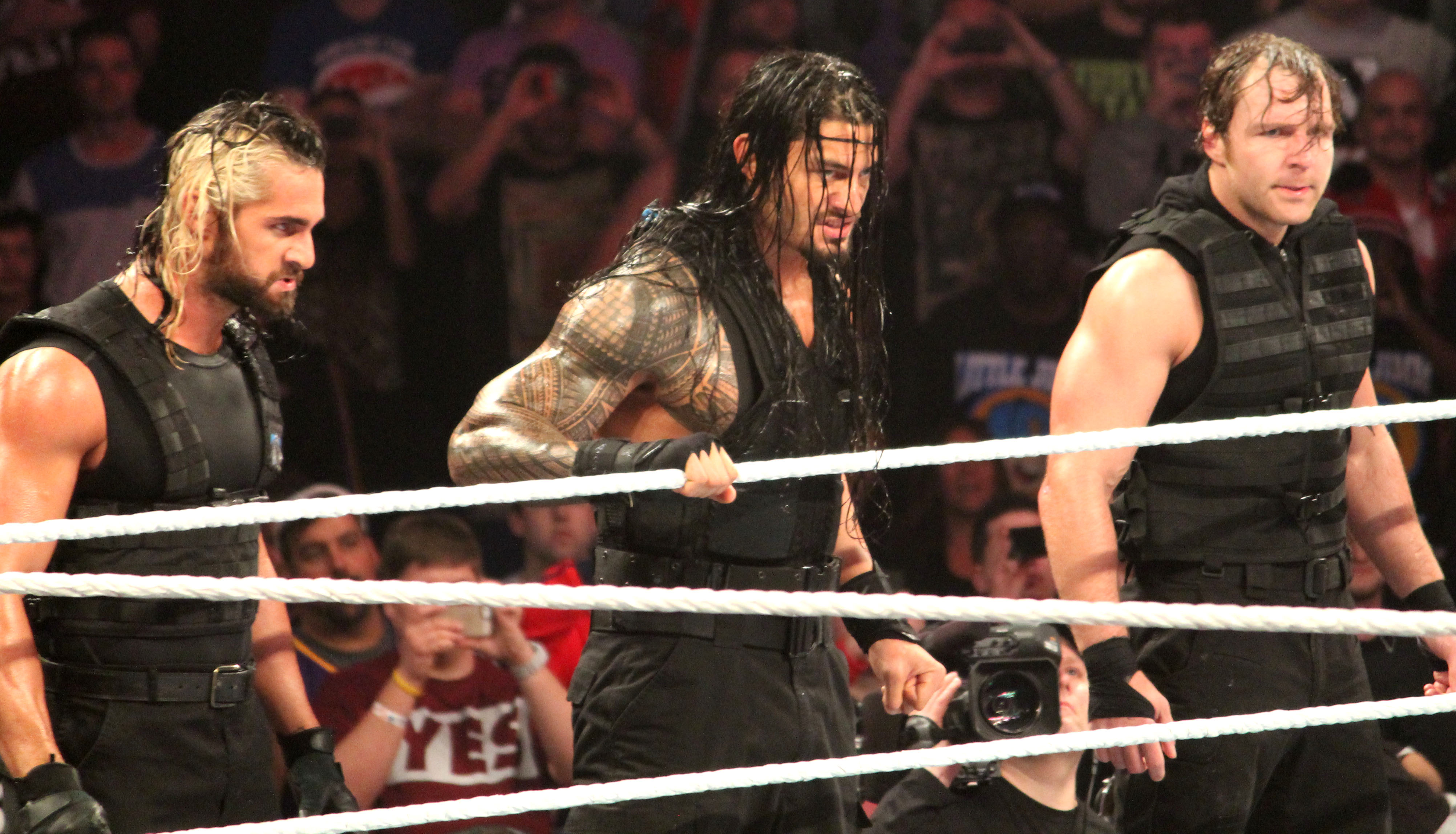
The Shield en 2014.

Le 18 novembre aux Survivor Series, le nouveau clan composé de Dean Ambrose, Roman Reigns et lui, le Shield, fait ses débuts, en tant que Heel, intervient pendant le Triple Threat match entre CM Punk, John Cena et Ryback pour le titre mondial poids-lourds, empêche le dernier catcheur de faire le tombé sur le second et permet au premier de conserver son titre. Le 16 décembre à TLC, ils disputent leur premier match et battent Team Hell No (Daniel Bryan et Kane) et Ryback dans un 6-Man Tag Team TLC match.
Le 17 février 2013 à Elimination Chamber, ils battent John Cena, Sheamus et Ryback dans un 6-Man Tag Team match. 
Le 7 avril à WrestleMania 29, ils battent Big Show, Sheamus et Randy Orton dans la même stipulation. Le 19 mai à Extreme Rules, Roman Reigns et lui deviennent les nouveaux champions par équipes en rebattant la Team Hell No dans un Tornado Tag Team match et remportent les titres pour la première fois de leurs carrières. Le 16 juin à Payback, ils conservent leurs titres en rebattant Randy Orton et Daniel Bryan.
Le 14 juillet lors du pré-show à Money in the Bank, ils conservent leurs titres en battant les Usos. Le 19 août à Raw, ses frères et lui deviennent officiellement gardes du corps de l'Authority. Le 15 septembre à Night of Champions, Roman Reigns et lui conservent leurs titres en battant The Prime Time Players (Darren Young et Titus O'Neil).
Le 6 octobre à Battleground, ils perdent face à Cody Rhodes & Goldust dans un match sans enjeu et subissent leur première défaite en duo. 8 soirs plus tard à Raw, ils ne conservent pas leurs ceintures, rebattus par leurs mêmes adversaires. Le 27 octobre à Hell in a Cell, ils ne remportent pas les ceintures, rebattus par leurs mêmes opposants dans un Triple Threat Tag Team match qui inclut également les Usos. Le 24 novembre aux Survivor Series, les Real Americans (Cesaro et Jack Swagger), ses frères et lui battent les frères Rhodes, les Usos et Rey Mysterio dans un Men's 5-on-5 Traditional Survivor Series Elimination match. Le 15 décembre à TLC, ils perdent face à CM Punk dans un 3-on-1 Handicap match et subissent leur première défaite en trio.
Le 23 février 2014 à Elimination Chamber, ils perdent face à la Wyatt Family dans un 6-Man Tag Team match. Le 17 mars à Raw, ils effectuent un Face Turn, car attaquent Kane et se retournent contre l'Authority.
Le 6 avril à WrestleMania XXX, ils battent The Big Red Monster et New Age Outlaws (Road Dogg et Billy Gunn) dans un 6-Man Tag Team match. Le 4 mai à Extreme Rules, ils battent Evolution dans la même stipulation. Le 1er juin à Payback, ils rebattent le trio ennemi dans un No Holds Barred Elimination match. Le lendemain à Raw, il effectue un Heel Turn, car attaque ses frères dans le dos avec une chaise, trahit le Shield et rejoint officiellement l'Authority.

#### M. Money in the Bank, double champion du monde poids-lourds et champion des États-Unis (2014-2016)

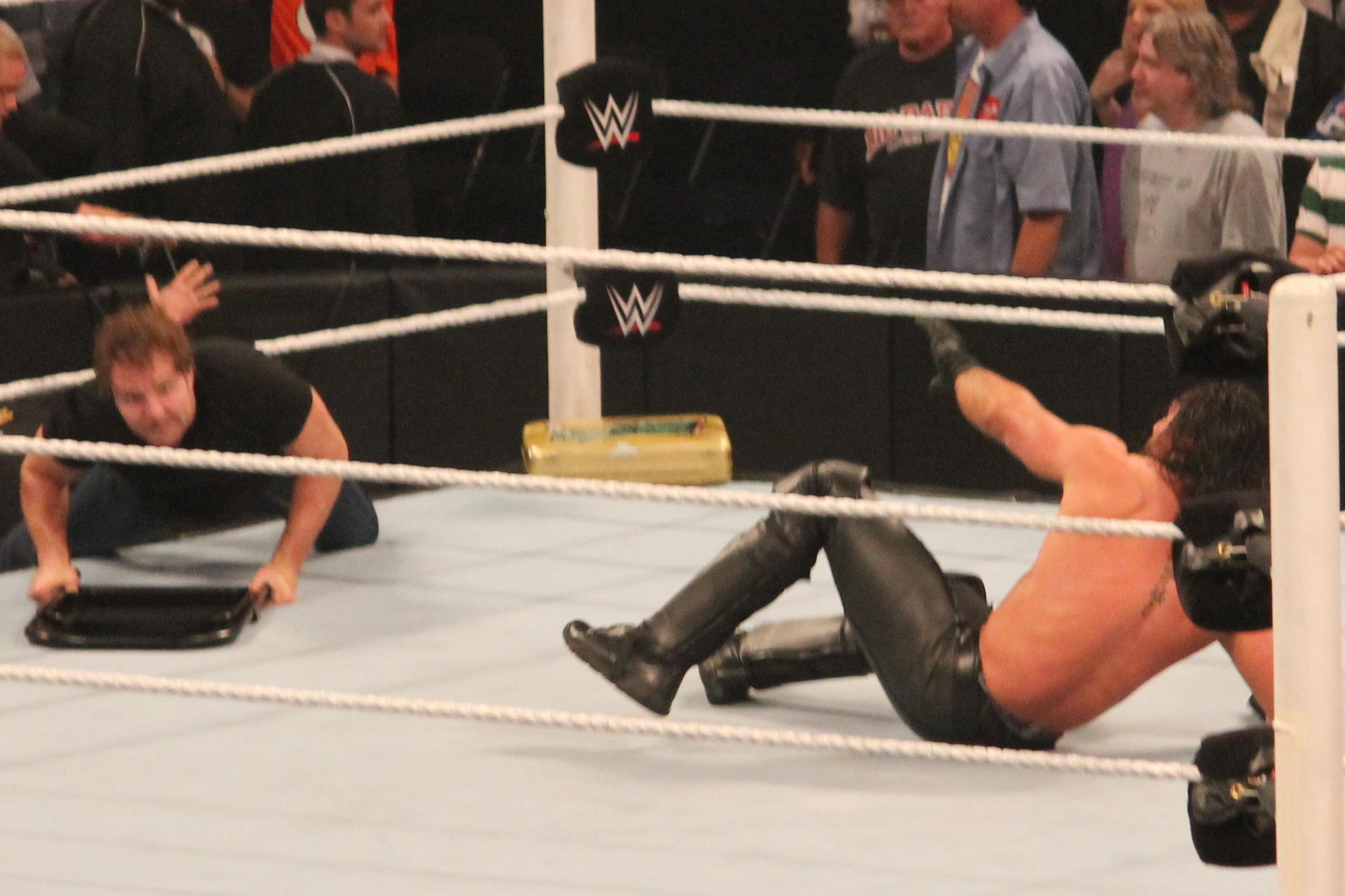
Seth Rollins et Dean Ambrose durant leur rivalité en 2014.

Le 29 juin à Money in the Bank, il remporte la mallette.
Le 20 juillet à Battleground, il bat son ancien partenaire par forfait, car l'a attaqué dans les vestiaires avant le début du combat. Le 17 août à SummerSlam, il rebat son même adversaire dans un Lumberjack match.
Le 26 octobre à Hell in a Cell, il rebat son ancien frère dans un Hell in a Cell match grâce à une intervention extérieure de Bray Wyatt. Le 23 novembre aux Survivor Series, l'équipe Authority, dont il fait partie, perd face à celle de Cena dans un Men's 5-on-5 Traditional Man's Survivor Series Elimination Tag Team match grâce à Sting qui faisait ses débuts, ce qui destituent Stephanie McMahon et Triple H de leurs pouvoirs. Le 14 décembre à TLC, il perd face à John Cena dans un Tables match.

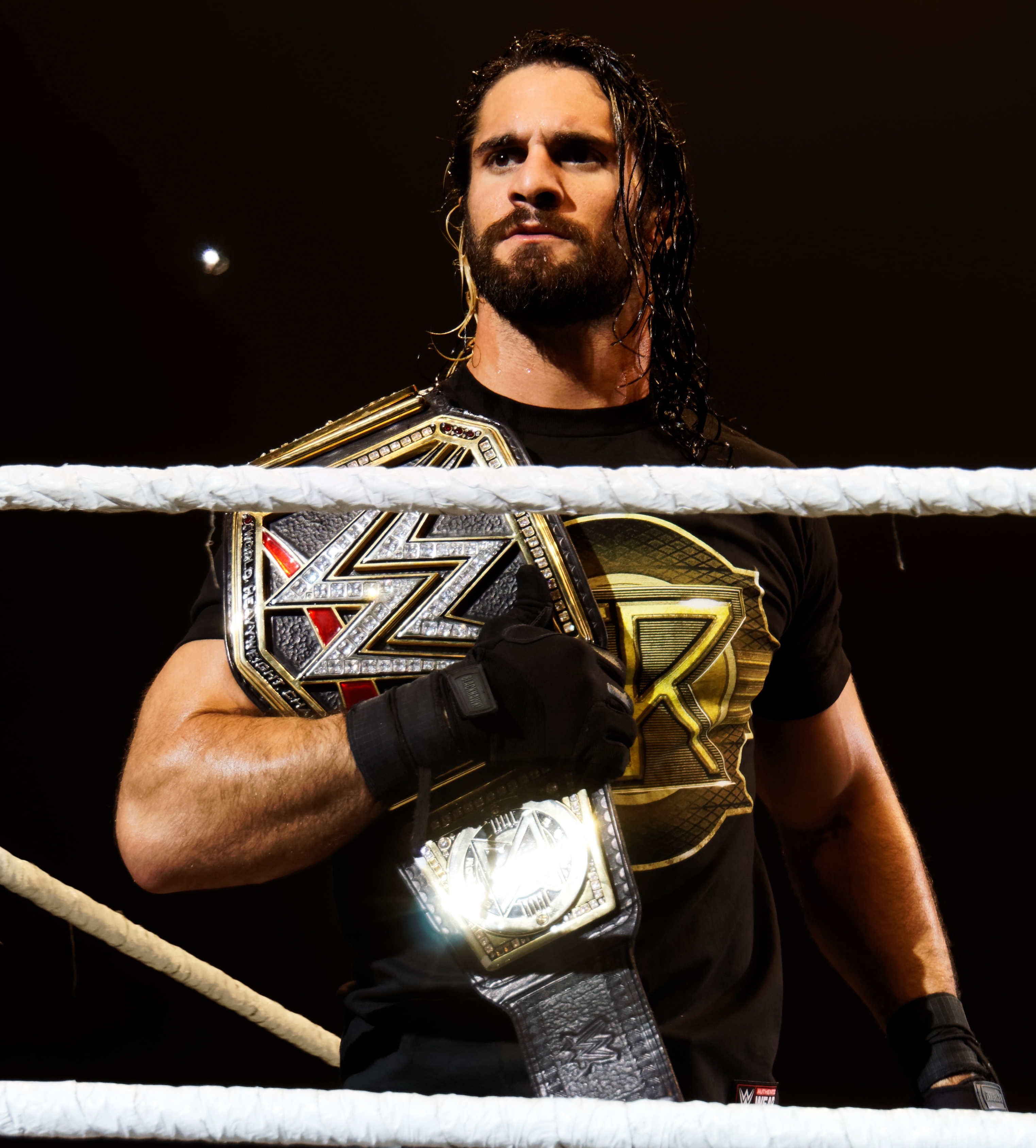
Seth Rollins en tant que champion du monde poids lourds de la WWE.

Le 25 janvier 2015 au Royal Rumble, il ne remporte pas le titre mondial poids-lourds, battu par Brock Lesnar dans un Triple Threat match qui inclut également son même adversaire. Le 22 février à Fastlane, Big Show, Kane et lui battent Ryback, Erick Rowan et Dolph Ziggler dans un 6-Man Tag Team match. 
Le 29 mars à WrestleMania 31, il perd face à Randy Orton. Plus tard dans la soirée, pendant le combat qui oppose Brock Lesnar à Roman Reigns pour le titre mondial poids-lourds, il attaque les deux catcheurs, utilise sa mallette et devient le nouveau champion du monde poids-lourds  en battant ses deux adversaires dans un Triple Threat match et remporte le titre pour la première fois de sa carrière.
Le 26 avril à Extreme Rules, il conserve son titre en prenant sa revanche sur The Viper dans un Steel Cage match. Le 17 mai à Payback, il conserve son titre en battant Dean Ambrose, Randy Orton et Roman Reigns dans un Fatal 4-Way match. Le 31 mai à Elimination Chamber, il perd face à Dean Ambrose par disqualification, mais conserve son titre. Après le combat, son adversaire lui vole la ceinture. Le 14 juin à Money in the Bank, il conserve son titre en prenant sa revanche sur son même adversaire dans un Ladder match.
Le 19 juillet à Battleground, son match face à Brock Lesnar se termine en match nul, car son adversaire se fait attaquer par l'Undertaker, mais il conserve son titre. Le 23 août à SummerSlam, grâce à une intervention de Jon Stewart en sa faveur, il conserve son titre et devient le nouveau champion des États-Unis en battant John Cena dans un Title vs. Title Winner Takes All match, remporte le titre pour la première fois de sa carrière et, de ce fait, devient double champion. Le 20 septembre à Night of Champions, il ne conserve pas son titre des États-Unis, battu par son même adversaire dans un match revanche. Il conserve ensuite son titre mondial poids-lourds de la WWE en battant Sting. Après le match, il est attaqué par Sheamus qui tente d'utiliser sa mallette sur lui, mais Kane intervient et s'en prend aux deux catcheurs.
Le 25 octobre à Hell in a Cell, il conserve son titre en battant Kane. Le 4 novembre lors d'un house show en Irlande, il se blesse gravement au genou droit en effectuant une prise au cours de son match contre Kane et la WWE annonce son absence d'une durée de 6 à 9 mois. À la suite de cette blessure, il est contraint d'abandonner la ceinture.
Le 22 mai 2016 à Extreme Rules, après la victoire de Roman Reigns sur AJ Styles pour le titre mondial poids-lourds, il fait son retour de blessure après 5 mois et demi d'absence et porte un Pedigree sur le catcheur samoan. Le 19 juin à Money in the Bank, il redevient champion du monde poids-lourds, pour la seconde fois, en battant Roman Reigns. Quelques minutes après sa victoire, il ne conserve pas sa ceinture, battu par Dean Ambrose qui l'attaque et utilise sa mallette sur lui.
Le 19 juillet lors du Draft, Roman Reigns et lui restent officiellement à Raw tandis que Dean Ambrose est officiellement transféré à SmackDown Live. Le 24 juillet à Battleground, il ne remporte pas la ceinture, rebattu par son ancien partenaire dans un Triple Threat match qui inclut également le catcheur samoan. Le 20 août à SummerSlam, il ne devient pas le premier champion Universel de l'histoire, battu par The Demon King Finn Bálor. Le 29 août à Raw, il ne remporte pas la ceinture, battu par Kevin Owens dans un Fatal 4-Way match qui inclut également Big Cass et Roman Reigns. Pendant le combat, Triple H intervient et porte un Pedigree sur le catcheur samoan et lui, ce qui met officiellement fin à son alliance avec l'Authority.

#### Rivalités avec Kevin Owens et Triple H (2016-2017)
La semaine suivante à Raw, il effectue un Face Turn, car il confronte Stephanie McMahon sur les actions du mari de cette dernière à son encontre, puis attaque le catcheur canadien qui célébrait sa victoire. Le 25 septembre à Clash of Champions, il ne remporte pas la ceinture, rebattu par The Prize Fighter à la suite d'une intervention extérieure de Chris Jericho.
Le 30 octobre à Hell in a Cell, il ne remporte pas la ceinture, rebattu par son même adversaire dans un Hell in a Cell match à la suite d'une nouvelle intervention extérieure du compère de ce dernier. Le 20 novembre aux Survivor Series, l'équipe Raw, dont il fait partie, perd face à celle de SmackDown dans un Men's 5-on-5 Traditional Survivor Series Elimination Tag Team match. Le 18 décembre à Roadblock: End of the Line, il bat Chris Jericho malgré une intervention extérieure de Kevin Owens.
Le 30 janvier 2017 à Raw, il souhaite confronter Triple H, mais se fait attaquer par Samoa Joe au genou droit, ce qui réveille son ancienne blessure. Le 6 février, la WWE confirme qu'il souffre d'une déchirure du ligament collatéral médial et doit s'absenter pendant 2 mois.
Le 2 avril à WrestleMania 33, il fait son retour de blessure et bat Triple H dans un Non-Sanctionned match. Le 30 avril à Payback, il bat Samoa Joe. Le 4 juin à Extreme Rules, il ne devient pas aspirant no 1 au titre Universel à Great Balls of Fire, battu par son même adversaire par soumission dans un Extreme Rules Fatal 5-Way match qui inclut également Bray Wyatt, Finn Bálor et Roman Reigns.

#### Retour du Shield et triple champion par équipes deRaw(2017-2018)

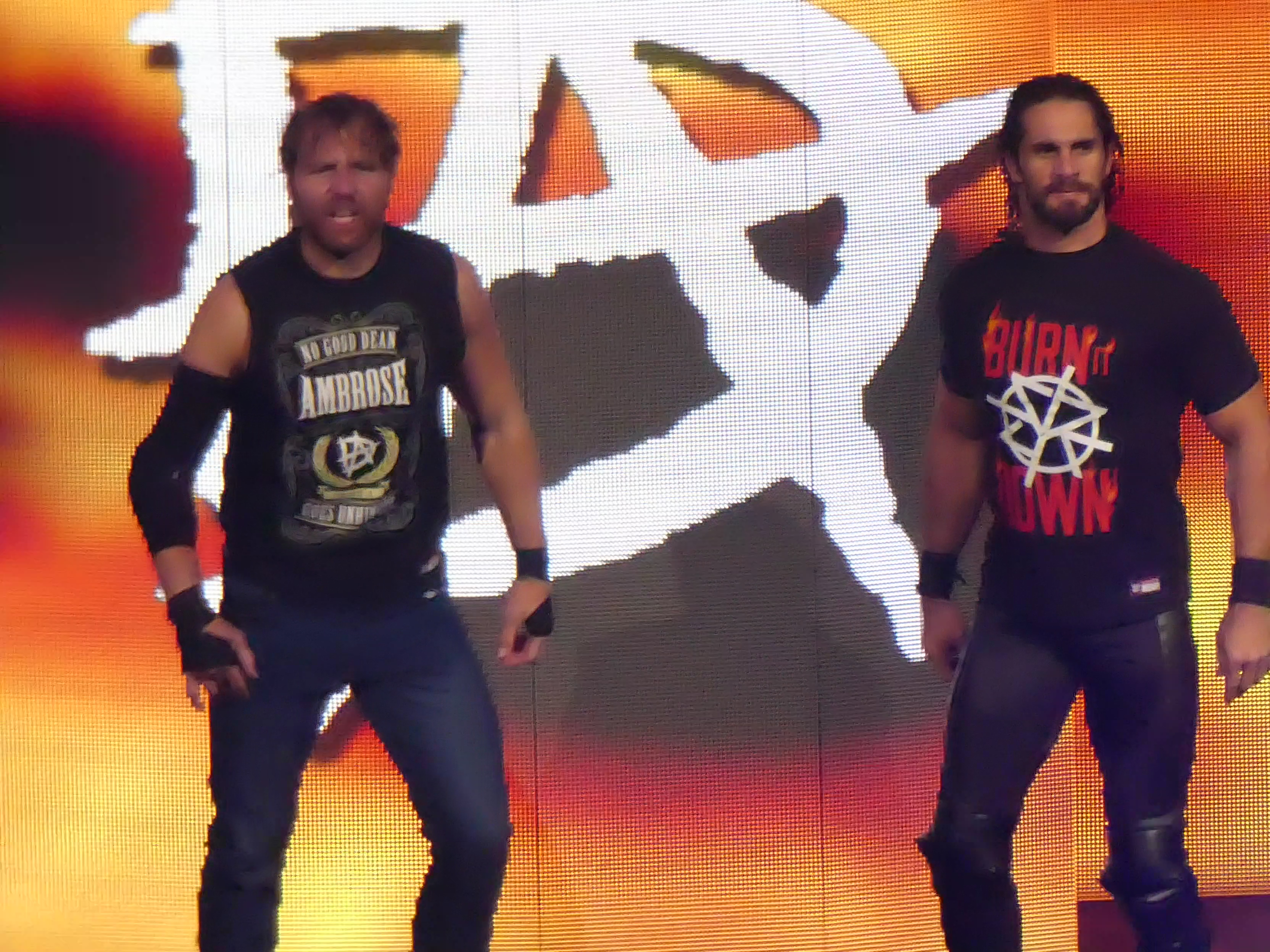
En août 2017, Seth Rollins se réunit avec Dean Ambrose pour reformer une partie du Shield.

Le 9 juillet à Great Balls of Fire, il perd face à Bray Wyatt. Le 14 août à Raw, Dean Ambrose le confronte afin d'avoir une réponse sur la reformation de l'équipe, mais les deux catcheurs se battent entre eux. The Bar les attaquent, mais ils les repoussent ensemble et se réconcilient en faisant le geste du Shield. 6 soirs plus tard à SummerSlam, ils deviennent les nouveaux champions par équipes de Raw en battant The Bar. Il remporte les titres pour la seconde fois, tandis que son partenaire les remporte pour la première fois de sa carrière. Le 24 septembre à No Mercy, ils conservent leurs titres en rebattant leurs mêmes adversaires.
Le 22 octobre à TLC, Kurt Angle et eux battent The Miz, Sheamus, Cesaro, Braun Strowman et Kane dans un 3-on-5 Handicap Tag Team TLC match. Le 6 novembre à Raw, ils ne conservent pas leurs titres, battus par The Bar car distraits par le New Day. Le 19 novembre aux Survivor Series, le Shield bat le New Day dans un 6-Man Tag Team match. Le 25 décembre à Raw, Jason Jordan et lui deviennent les nouveaux champions par équipes de Raw en battant The Bar. Il remporte les titres pour la troisième fois, tandis que son nouvel équipier les remporte pour la première fois de sa carrière.
Le 28 janvier 2018 au Royal Rumble, il entre dans le Men's Royal Rumble match en 18e position, élimine Cesaro et The Miz, avant d'être lui-même éliminé par Roman Reigns. Juste après, Jason Jordan et lui ne conservent pas leurs titres, rebattus par le duo européen. Le 25 février à Elimination Chamber, il ne devient pas aspirant no 1 au titre Universel pour WrestleMania 34, battu par le catcheur samoan dans un 7-Men's Elimination Chamber match (éliminé par Braun Strowman).

#### Double champion Intercontinental (2018-2019)

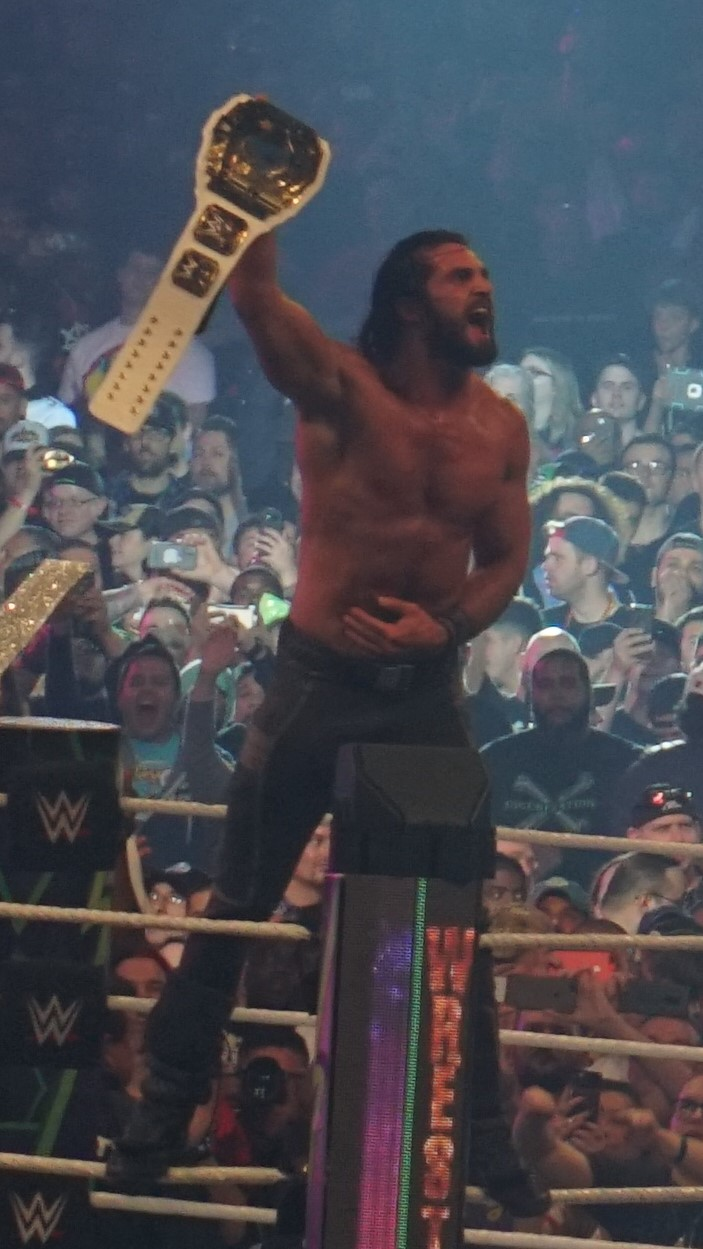
Seth Rollins après avoir gagné le titre Intercontinental de la WWE à WrestleMania 34.

Le 8 avril à WrestleMania 34, il devient le nouveau champion Intercontinental en battant The Miz et Finn Bálor dans un Triple Threat match, remporte le titre pour la première fois de sa carrière, devient également 11e Grand Slam Champion et 29e Triple Crown Champion. Le 27 avril au Greatest Royal Rumble, il conserve son titre en rebattant ses deux mêmes adversaires et en battant Samoa Joe dans un Fatal 4-Way Ladder match. Le 6 mai à Backlash, il conserve son titre en rebattant The Miz. Le 17 juin à Money in the Bank, il conserve son titre en battant Elias. Le lendemain à Raw, il ne conserve pas sa ceinture, battu par Dolph Ziggler. Après la rencontre, il se fait attaquer par Drew McIntyre et son adversaire.
Le 15 juillet à Extreme Rules, il ne remporte pas la ceinture, rebattu par son même adversaire dans un 30-Minute Iron Man match (4-5) et distrait par le catcheur écossais. Le 19 août à SummerSlam, il redevient champion Intercontinental, pour la seconde fois, en prenant sa revanche sur The ShowOff. Le 16 septembre à Hell in a Cell, Dean Ambrose et lui ne remportent pas les titres par équipes de Raw, battus par Drew McIntyre et Dolph Ziggler.
Le 6 octobre à Super Show-Down, le Shield bat Braun Strowman et les champions par équipes dans un 6-Man Tag Team match. Le 22 octobre à Raw, après l'annonce de la leucémie de Roman Reigns, accompagné de Dean Ambrose, les trois catcheurs se prennent dans les bras et font le geste du clan du Shield, où il ne peut retenir ses larmes. Plus tard dans la soirée, son partenaire et lui redeviennent champions par équipe de Raw, pour la seconde fois, en battant Dolph Ziggler et Drew McIntyre. Mais après le combat, son équipier effectue un Heel Turn et lui porte son Dirty Deeds,. Le 2 novembre à Crown Jewel, il bat Bobby Lashley en quart de finale du tournoi de la Coupe du monde de la WWE, mais perd face à Dolph Ziggler en demi-finale. Trois soirs plus tard à Raw, il ne conserve pas les ceintures, battus par les AOP dans un 1-on-2 Handicap match. Après le combat, son ancien frère l'attaque encore. Le 18 novembre aux Survivor Series, il bat le champion des États-Unis, Shinsuke Nakamura, dans un Champion vs. Champion match. Le 16 décembre à TLC, il ne conserve pas sa ceinture, battu par Dean Ambrose.
Le 14 janvier 2019 à Raw, il ne remporte pas la ceinture, battu par Bobby Lashley dans un Triple Threat match qui inclut également The Lunatic Frange.

#### Vainqueur duRoyal Rumble, double Champion Universel et quadruple champion par équipes deRawavec Braun Strowman (2019)
Le 27 janvier au Royal Rumble, il entre dans le Men's Royal Ruble match en 10e position et le remporte en éliminant successivement Elias, Bobby Lashley et Braun Strowman en dernier. Le lendemain à Raw, il choisit officiellement Brock Lesnar comme adversaire pour WrestleMania 35. Le 4 mars à Raw, après avoir refusé un premier temps, il accepte de reformer le Shield une dernière fois avec Roman Reigns. Plus tard dans la soirée, les deux hommes essaient de convaincre Dean Ambrose, mais ce dernier semble indécis, quitte le ring et se réfugie vers les tribunes. Alors qu'ils sont attaqués par Baron Corbin, Bobby Lashley et Drew McIntyre, The Lunatic Frange leur vient finalement en aide et reforme le clan avec eux. Le 10 mars à Fastlane, le Shield bat le trio ennemi dans un 6-Man Tag Team match.
Le 7 avril à WrestleMania 35, il devient le nouveau champion Universel en battant Brock Lesnar, remporte le titre pour la première fois de sa carrière et son cinquième titre personnel. Le 21 avril à The Shield's Final Chapter, le clan fait sa véritable dernière apparition et rebat le même trio dans un 6-Man Tag Team match Le 19 mai à Money in the Bank, il conserve son titre en battant AJ Styles. Après le match, les deux catcheurs se serrent la main. Le 7 juin à Super ShowDown, il conserve son titre en battant Baron Corbin. Après le combat, Brock Lesnar tente d'utiliser sa mallette sur lui, mais il parvient à l'en empêcher en l'attaquant. Le 23 juin à Stomping Grounds, il conserve son titre en rebattant son même adversaire, grâce à l'aide de sa compagne, Becky Lynch, qui a attaqué l'arbitre spéciale du match, Lacey Evans, après que cette dernière lui ait porté un Low-Blow.
Le 14 juillet à Extreme Rules, Becky Lynch et lui conservent leurs titres respectifs en battant Lacey Evans et Baron Corbin dans un Last Chance Winner Takes All Mixed Tag Team Extreme Rules match. Mais après le match, sous les yeux impuissants de sa compagne, il ne conserve pas son titre, battu par Brock Lesnar qui l'a attaqué et a utilisé sa mallette sur lui. Le 11 août à SummerSlam, il redevient champion Universel, pour la seconde fois, en prenant sa revanche sur The Beast. Le 19 août à Raw, Braun Strowman et lui redeviennent champions par équipes de Raw en battant les Good Brothers. Il remporte les titres pour la quatrième fois et devient également double champion, tandis que son partenaire les remporte pour la seconde fois. Le 15 septembre à Clash of Champions, ils ne conservent pas leurs titres, battus par les Dirty Dawgs. Plus tard dans la soirée, il conserve son titre en battant le Monster Among Men. Après le combat, il se fait attaquer par The Fiend Bray Wyatt qui lui porte ses Sister Abigail et Mandible Claw.
Le 6 octobre à Hell in a Cell, son Hell in a Cell match contre son nouvel adversaire se termine en match nul à la suite d'une décision de l'arbitre qui trouvait le match trop violent. Après la rencontre, son opposant lui porte encore un Mandible Claw et lui fait cracher du sang. Le 30 octobre à Crown Jewel, il ne conserve pas son titre, battu par son même rival dans un Falls Count Anywhere match.

#### The Monday Night Messiah, quintuple champion par équipes deRawavec Buddy Murphy, rivalités avec Kevin Owens et Rey Mysterio (2019-2020)
Le 24 novembre aux Survivor Series, l'équipe Raw, dont il fait partie, perd face à celle de SmackDown dans un Men's 5-on-5 Traditional Survivor Series Triple Threat Elimination Tag Team match qui inclut également l'équipe de NXT. Le 9 décembre à Raw, après avoir démenti une alliance avec les AOP, il effectue un Heel Turn, commandite une attaque de ces derniers sur Kevin Owens dans les coulisses et porte un Stomp sur le catcheur canadien. Revenu sur la scène, il accuse les fans de lui avoir tourné le dos, malgré ses efforts pour eux. Le 30 décembre à Raw, il adopte une nouvelle gimmick : celle du Monday Night Messiah, un « messie » qui sacrifie les autres pour la plus grande cause et crée sa propre faction avec les AOP à ses côtés.
Le 20 janvier 2020 à Raw, Buddy Murphy et lui deviennent les nouveaux champions par équipes de Raw en battant les Viking Raiders. Il remporte les titres pour la cinquième fois, tandis que son partenaire les remporte pour la première fois de sa carrière. Le 26 janvier au Royal Rumble, il entre dans le Men's Royal Rumble match en dernière position, élimine Aleister Black, Kevin Owens et Samoa Joe avant d'être lui-même éliminé par le futur vainqueur, Drew McIntyre, après 4 minutes de match. Le 27 février à Super ShowDown, Buddy Murphy et lui conservent leurs titres en battant les Street Profits. Quatre soirs plus tard à Raw, ils ne conservent pas leurs titres, battus par leurs mêmes adversaires dans un match revanche à la suite d'une intervention extérieure de Kevin Owens. Le 8 mars à Elimination Chamber, ils ne remportent pas les ceintures, rebattus par leurs mêmes opposants.
Le 4 avril à WrestleMania 36, il perd face à Kevin Owens par disqualification et dans un No Disqualification match. Le 10 mai à Money in the Bank, il ne remporte pas le titre de la WWE, battu par Drew McIntyre. Après le match, les deux catcheurs échangent une poignée de mains.
Le 19 juillet à Extreme Rules, il bat Rey Mysterio dans un Eye for an Eye match. Le 23 août à SummerSlam, il bat Dominik Mysterio dans un Street Fight match. Le 30 août à Payback, Murphy et lui perdent face aux Mysterios.

#### Draft àSmackDown, rivalités avec Cesaro et Edge (2020-2021)
Le 9 octobre à SmackDown, lors du Draft, il est annoncé être officiellement transféré au show bleu par Stephanie McMahon. Le 22 novembre aux Survivor Series, l'équipe SmackDown, dont il fait partie, perd face à celle de Raw dans un Men's 5-on-5 Traditional Survivor Series Elimination Tag Team match. Deux jours plus tard après le PLE, il prend 2 mois de congés de paternité pour rester aux côtés de Becky Lynch qui attend leur premier enfant.
Le 31 janvier 2021 au Royal Rumble, il fait son retour, entre dans le Men's Royal Rumble match en avant-dernière position, élimine Riddle, Daniel Bryan et Christian avant d'être lui-même éliminé par le futur gagnant, Edge, après 8 minutes de match. Le 21 mars à Fastlane, il bat Shinsuke Nakamura.
Le 10 avril à WrestleMania 37, il perd face à Cesaro. Le 20 juin à Hell in a Cell, il prend sa revanche sur le catcheur suisse.
Le 18 juillet à Money in the Bank, il ne remporte pas la mallette, gagnée par Big E. Le 21 août à SummerSlam, il perd face à Edge par soumission.

#### Retour àRawet double champion des États-Unis (2021-2023)
Le 4 octobre à Raw, lors du Draft, il est annoncé être officiellement transféré au show rouge par Adam Pearce. Le 21 octobre à Crown Jewel, il perd face à Edge dans un Hell in a Cell match. Le 21 novembre aux Survivor Series, l'équipe Raw, dont il fait partie, bat celle de SmackDown dans un Men's 5-on-5 Traditional Survivor Series Elimination Tag Team match.
Le 1er janvier 2022 à Day 1, il ne remporte pas le titre de la WWE, battu par Brock Lesnar dans un Fatal 5-Way match qui inclut également Big E, Bobby Lashley et Kevin Owens. Le 29 janvier au Royal Rumble, il bat Roman Reigns par disqualification, mais ne remporte pas le titre Universel. Le 19 février à Elimination Chamber, il ne remporte pas le titre de la WWE, battu par Brock Lesnar dans un Men's Elimination Chamber match qui inclut également AJ Styles, Austin Theory, Bobby Lashley (abandon du combat pour blessure) et Riddle.
Le 2 avril à WrestleMania 38, il perd face à Cody Rhodes, de retour dans la compagnie après 6 ans. Le 8 mai à WrestleMania Backlash, il reperd face au même adversaire. Le 5 juin à Hell in a Cell, il reperd, pour la troisième fois consécutive, face à The American Nightmare dans un Hell in a Cell match.
Le 2 juillet à Money in the Bank, il ne remporte pas la mallette, gagnée par Theory. Le 3 septembre à Clash at the Castle, il bat Matt Riddle.
Le 8 octobre à Extreme Rules, il perd le match revanche face à son même adversaire dans un Fight Pit match. Deux soirs plus tard à Raw, il redevient champion des États-Unis, pour la seconde fois, en battant Bobby Lashley qui a été attaqué par Brock Lesnar avant le début du combat. Le 7 novembre à Raw, il effectue un Face Turn, car son Open Challenge est interrompu par l'arrivée du Judgment Day et Finn Bálor souhaite l'affronter dans un match pour son titre, avant que l'O.C n'arrive à son tour. Plus tard dans la soirée, malgré l'attaque de Bobby Lashley à son encontre, il conserve son titre en battant Austin Theory qui avait utilisé sa mallette sur lui. Le 26 novembre aux Survivor Series: WarGames, il ne conserve pas sa ceinture, battu par le même adversaire dans un Triple Threat match qui inclut également The All Mighty.
Le 28 janvier 2023 au Royal Rumble, il entre dans le Men's Royal Rumble match en 15e position, élimine Baron Corbin et Bobby Lashley avant d'être lui-même éliminé par Logan Paul après 37 minutes de match. Le 18 février à Elimination Chamber, il ne remporte pas le titre des États-Unis, battu par Austin Theory dans un Men's Elimination Chamber match (à la suite d'une intervention extérieure de Logan Paul qui lui porte un Stomp), qui inclut également Montez Ford, Damian Priest, Johnny Gargano et Bronson Reed.
Le 1er avril à WrestleMania 39, il bat Logan Paul. Le 6 mai à Backlash, il bat Omos.

#### Premier champion du monde poids-lourds (2023-2024)
Le 28 mai à Night of Champions, il devient le premier champion du monde poids-lourds de l'histoire en battant AJ Styles en finale du tournoi et remporte son sixième titre personnel.
Le 1er juillet à Money in the Bank, il conserve son titre en battant Finn Bálor et prend sa revanche sur le match perdu à SummerSlam, il y a 7 ans. Le 5 août à SummerSlam, il conserve son titre en rebattant son même adversaire. Le 2 septembre à Payback, il conserve son titre en battant Shinsuke Nakamura.
Le 7 octobre à Fastlane, il conserve son titre en rebattant le catcheur japonais dans son premier Last Man Standing match. Le 4 novembre à Crown Jewel, il conserve son titre en battant Drew McIntyre. Le 25 novembre aux Survivor Series: WarGames, Cody Rhodes, Jey Uso, Sami Zayn, Randy Orton et lui battent le Judgment Day et The Scottish Warrior dans son tout premier Men's WarGames match. 
Le 22 janvier 2024 à Raw, il annonce qu'il est blessé au genou, doit alors resté éloigné des rings pour une durée indéterminée, mais ne rend cependant pas son titre vacant et assure qu'il sera présent pour WrestleMania XL.
Le 6 avril à WrestleMania XL, Cody Rhodes et lui perdent face à Roman Reigns et The Rock. Le lendemain, il ne conserve pas sa ceinture, battu par Drew McIntyre. Trois jours plus tard, il subit une opération chirurgicale pour sa blessure au genou droit et doit s'absenter pendant deux mois et demi. Le 17 juin à Raw, il fait son retour de blessure et Damian Priest lui offre un match pour le titre mondial poids-lourds à Money in the Bank, ce qu'il accepte.
Le 6 juillet à Money in the Bank, il ne remporte pas la ceinture, battu par le catcheur portoricain dans un Triple Threat match qui inclut également Drew McIntyre, car ce dernier a encaissé sa mallette gagnée lors du premier match. Le 10 août, il souffre de fractures des côtes, des contusions internes et va devoir s'absenter. Le 30 septembre à Raw, il fait son retour de blessure et aide Braun Strowman à battre « Big » Bronson Reed dans le Last Monster Standing match.
Le 2 novembre à Crown Jewel, il bat le second catcheur.

#### The Vision, double M. Money in the Bank et double champion du monde poids-lourds (2025-...)
Le 1er février 2025 au Royal Rumble, il entre dans le Men's Royal Rumble match en 25e position, mais se fait éliminer par CM Punk après 17 minutes de match. Le 1er mars à Elimination Chamber, il ne devient aspirant no 1 au titre incontesté, battu par John Cena dans un Men's Elimination Chamber match (éliminé par son même adversaire).
Le 19 avril à WrestleMania 41, il bat Roman Reigns et CM Punk dans un Triple Threat match. Pendant le combat, Paul Heyman et lui effectuent un Heel Turn et s'allient officiellement. Deux soirs plus tard à Raw, ses deux précédents adversaires l'attaquent, mais Bron Breakker lui vient en aide et s'allie avec The Wise Men et lui. Le 24 mai à Saturday Night's Main Event XXXIX, les deux catcheurs battent CM Punk et Sami Zayn. Pendant la rencontre, Bronson Reed fait son retour, les aide et rejoint leurs rangs. Le 7 juin à Money in the Bank, il remporte la mallette pour la seconde fois.
Le 12 juillet à Saturday Night's Main Event XL, il perd face à LA Knight et se blesse le genou droit,. Le 2 août à SummerSlam, il fait son retour de blessure, attaque CM Punk qui venait de battre Gunther pour la ceinture mondiale poids-lourds, encaisse sa mallette et redevient champion du monde poids-lourds, pour la seconde fois, en battant le premier catcheur.

## Palmarès
- Absolute Intense Wrestling

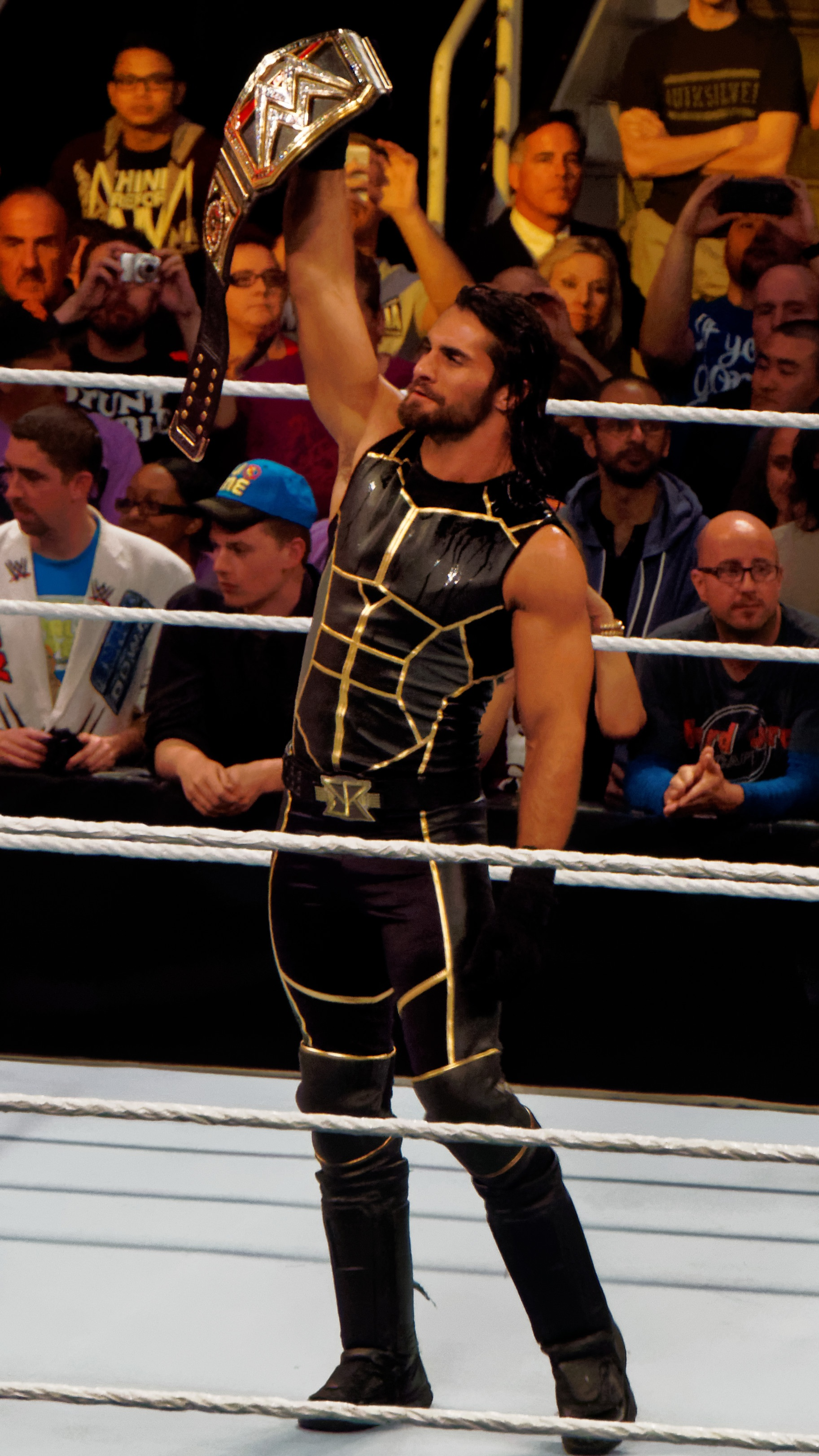
Seth Rollins en tant que champion de la WWE.

  - 1 fois Champion Intense Division de la AIW
- All-American Wrestling
  - 2 fois Champion poids-lourds de la AAW
  - 2 fois Champion par équipe de la AAW avec Marek Brave (1) et Jimmy Jacobs (1)
- Florida Championship Wrestling
  - 1 fois Champion Floride poids-lourds de la FCW
  - 1 fois Champion 15 de la FCW (premier)
  - 1 fois Champion Floride par équipe de la FCW avec Richie Steamboat
  - Vainqueur du Jack Brisco Classic en 2011
  - Grand Slam Champion de la FCW (premier)
- Independent Wrestling Association Mid-South
  - 1 fois Champion Mi-Sud moins-lourds de la IWA
- Mr. Chainsaw Productions Wrestling
  - 1 fois Champion du monde poids-lourds de la MCPW
- NWA Midwest
  - 1 fois Champion Miwest par équipe de la NWA avec Marek Brave
- Full Impact Pro
  - 1 fois Champion du monde poids-lourds de la FIP
- Pro Wrestling Guerrilla
  - 1 fois champion du monde par équipes de la PWG - avec Jimmy Jacobs
- Ring of Honor
  - 1 fois champion du monde de la ROH
  - 2 fois champion du monde par équipes de la ROH - avec Jimmy Jacobs
  - ROH World Tag Team Championship Tournament (2008) avec Jimmy Jacobs
  - Vainqueur du Survival of the Fittest (2009)
- Scott County Wrestling
  - 2 fois champion poids lourds de la SCW
  - 1 fois champion par équipes de la SCW avec Shane Hollister
- World Wrestling Entertainment
  - 2 fois Champion de la WWE
  - 2 fois Champion du monde poids-lourds de la WWE (version 2023) (premier)
  - 2 fois Champion Universel de la WWE
  - 1 fois Champion de la NXT (premier)
  - 2 fois Champion Intercontinental de la WWE
  - 2 fois Champion des États-Unis de la WWE
  - 6 fois Champion par équipes de Raw avec Roman Reigns (1), Dean Ambrose (2), Jason Jordan (1), Braun Strowman (1) et Buddy Murphy (1)
  - 2 fois Mr. Money in the Bank (2014 ; 2025)
  - Vainqueur du Royal Rumble en 2019
  - Vainqueur du tournoi pour devenir le premier champion de la NXT en 2012
  - 29e Triple Crown Champion de la WWE
  - 11e Grand Slam Champion de la WWE
  - 2e double Grand Slam Champion de la WWE

## Récompenses des magazines
- Pro Wrestling Illustrated
  - PWI Tag Team of the Year (2013) avec Roman Reigns
  - PWI Feud of the Year (2014) vs. Dean Ambrose
  - PWI Most Hated Wrestler of the Year (2015), (2020)
  - 3 fois PWI Wrestler of the Year (2015), (2019), (2023)

| Année | 2008 | 2009 | 2010 | 2011 | 2012 | 2013 | 2014 | 2015 | 2016 | 2017 |
| ----- | ---- | ---- | ---- | ---- | ---- | ---- | ---- | ---- | ---- | ---- |
| Rang  | 88   | 17   | 19   | 53   | 46   | 35   | 12   | 1    | 8    | 16   |
| Année | 2018 | 2019 | 2020 | 2021 | 2022 | 2023 | 2024 |      |      |      |
| Rang  | 5    | 1    | 8    | 48   | 17   | 1    | 4    |      |      |      |

- Wrestling Observer Newsletter
  - Équipe de l'année (2013) avec Roman Reigns
  - Pire match de l'année (2019) vs Bray Wyatt
  - Pire rivalité de l'année (2019) vs Bray Wyatt
- Rolling Stone
  - Most Painful Injury of the Year (2015)[194]
  - Most Puzzling New Finisher (2015)[195]
  - Runner-Up Wrestler of the Year (2015)[194]
- Slammy Award
  - Slammy Award (2013) Faction of the Year (avec The Shield)
  - Slammy Award (2013) Breakout Star of the Year (avec The Shield)
  - Slammy Award (2013) Trending Now (Hashtag of the Year) (avec The Shield)
  - Slammy Award (2014) Double-Cross of the Year
  - Slammy Award (2014) Faction of the Year (avec The Shield)
  - Slammy Award (2014) Fan Participation pour You Sold Out
  - Slammy Award (2014) Match of the Year (Team Cena vs. Team Authority aux Survivor Series 2014)
  - Slammy Award (2014) Anti-Gravity Moment of the Year
  - Slammy Award (2015) Superstar of the Year
  - WWE Year-End Award (2018) Meilleure réunion (avec The Shield)

| # | Résultat | Adversaire  | Évènement             | Date        | Durée | Lieu                                | Notes                                                                                               |
| - | -------- | ----------- | --------------------- | ----------- | ----- | ----------------------------------- | --------------------------------------------------------------------------------------------------- |
| 1 | Défaite  | Cody Rhodes | Hell in a Cell (2022) | 5 juin 2022 | 24:10 | Allstate Arena, Rosemont (Illinois) | Il s'agissait d'un Hell in a Cell Match où Rhodes catchait malgré une déchirure du muscle pectoral. |

## Vie privée
- Lopez est d'origine arménienne, allemande et irlandaise[198],[199]. Son nom de famille, Lopez, vient de son beau-père d'origine américaine et mexicaine[198].
- En 2014, Lopez et son ancien partenaire Marek Brave fondent The Black & The Brave Wrestling Academy, une école de catch professionnel située à Moline, dans l'État de l'Illinois[réf. nécessaire].
- Le 9 février 2015, une photo nue de sa petite amie Zahra Schreiber a été postée sur les comptes de ses réseaux sociaux, les contenus sont automatiquement publiés par WWE.com. Peu après, des photos nues de Lopez ont été postées sur la page Twitter de sa fiancée, Leighla Schultz[200]. En réponse, Lopez a présenté ses excuses pour les « photos personnelles qui ont été distribuées sans son consentement »[réf. nécessaire].
- Il est en couple avec Becky Lynch, avec laquelle il est fiancé[201]. Le 11 mai 2020 à Raw, sa fiancée annonce qu'elle est enceinte[202]. Le 7 décembre 2020, Becky Lynch et lui sont officiellement parents d'une petite fille prénommée Roux[203]. Le 29 juin 2021, ils se marient[204],[205].

## Filmographie

### Cinéma
- 2016 : Sharknado: The 4th Awakens de Anthony C. Ferrante : Astro-X Lopez (caméo)
- 2017 : The Jetsons & WWE: Robo-Wrestlemania! : Lui-même (voix)
- 2017 : Riposte armée de John Stockwell : Brett
- 2019 : Trouble de Kevin Johnson : Norm (voix)
- 2020 : Like a Boss de Miguel Arteta : Byron (caméo)
- 2024 : Captain America: Brave New World de Julius Onah : Franck Payne/ Constrictor (Scènes Coupées)